# (32345) 2000 QF99
2000 QF99 (asteroide 32345) é um asteroide da cintura principal. Possui uma excentricidade de 0.04099050 e uma inclinação de 4.93963º.
Este asteroide foi descoberto no dia 28 de agosto de 2000 por LINEAR em Socorro.